# 마이클 크램
마이클 크램(Michael Cram, 1968년 7월 11일 ~ )은 캐나다의 배우이다.

## 출연 작품
- 에브리데이 (2018)
- 더 스페이스 비트윈 (2017)
- 맨 Vs. (2015)
- 히 네버 다이: 뱀파이어의 전설 (2015)
- 벤트 (2013)
- 엠파이어 오브 더트 (2013)
- 리포 맨 (2010)
- 디펜더 (2009)
- 플래쉬포인트 (2008)
- 하트스토퍼 (2006)
- 원나잇 어페어 (1997)
- 제3의 눈 (1995)
- 다니엘 스틸 - 축복의 조건 (1995)
- 크레이지 토미 보이 (1995)